# Craig Fisher
Craig Fisher (né le 30 juin 1970 à Oshawa au Canada) est un joueur professionnel canadien de hockey sur glace qui évoluait au poste d'ailier gauche.

## Carrière
Choisi à la 56e position lors du repêchage d'entrée dans la LNH 1988 par les Flyers de Philadelphie, il joua douze matchs dans la Ligue nationale de hockey pour les Flyers, les Jets de Winnipeg et les Panthers de la Floride. Il passa l'essentiel de sa carrière avec les clubs-écoles des équipes de la LNH.
Sa carrière fut écourtée en raison de blessures.

## Statistiques
Pour les significations des abréviations, voir Statistiques du hockey sur glace.
| Saison     | Équipe                  | Ligue      |    | Saison régulière | Saison régulière | Saison régulière | Saison régulière | Saison régulière |    | Séries éliminatoires | Séries éliminatoires | Séries éliminatoires | Séries éliminatoires | Séries éliminatoires |
| Saison     | Équipe                  | Ligue      | PJ | B                | A                | Pts              | Pun              | PJ               | B  | A                    | Pts                  | Pun                  |                      |                      |
| 1987-1988  | Oshawa Legionaires      | MJBHL      |    |                  |                  |                  |                  |                  |    |                      |                      |                      |                      |                      |
| 1988-1989  | Redhawks de Miami       | NCAA       | 37 | 22               | 20               | 42               | 37               |                  |    |                      |                      |                      |                      |                      |
| 1989-1990  | Flyers de Philadelphie  | LNH        | 2  | 0                | 0                | 0                | 0                | --               | -- | --                   | --                   | --                   |                      |                      |
| 1989-1990  | Redhawks de Miami       | NCAA       | 39 | 37               | 29               | 66               | 38               |                  |    |                      |                      |                      |                      |                      |
| 1990-1991  | Bears de Hershey        | LAH        | 77 | 43               | 36               | 79               | 46               | 7                | 5  | 3                    | 8                    | 2                    |                      |                      |
| 1990-1991  | Flyers de Philadelphie  | LNH        | 2  | 0                | 0                | 0                | 0                | --               | -- | --                   | --                   | --                   |                      |                      |
| 1991-1992  | Oilers du Cap-Breton    | LAH        | 60 | 20               | 25               | 45               | 28               | 1                | 0  | 0                    | 0                    | 0                    |                      |                      |
| 1992-1993  | Oilers du Cap-Breton    | LAH        | 75 | 32               | 29               | 61               | 74               | 1                | 0  | 0                    | 0                    | 2                    |                      |                      |
| 1993-1994  | Oilers du Cap-Breton    | LAH        | 16 | 5                | 5                | 10               | 11               | --               | -- | --                   | --                   | --                   |                      |                      |
| 1993-1994  | Hawks de Moncton        | LAH        | 46 | 26               | 35               | 61               | 36               | 21               | 11 | 11                   | 22                   | 28                   |                      |                      |
| 1993-1994  | Jets de Winnipeg        | LNH        | 4  | 0                | 0                | 0                | 2                | --               | -- | --                   | --                   | --                   |                      |                      |
| 1994-1995  | Ice d'Indianapolis      | LIH        | 77 | 53               | 40               | 93               | 65               | --               | -- | --                   | --                   | --                   |                      |                      |
| 1995-1996  | Solar Bears d'Orlando   | LIH        | 82 | 74               | 56               | 130              | 81               | 14               | 10 | 7                    | 17                   | 6                    |                      |                      |
| 1996-1997  | Panthers de la Floride  | LNH        | 4  | 0                | 0                | 0                | 0                | --               | -- | --                   | --                   | --                   |                      |                      |
| 1996-1997  | Monarchs de la Caroline | LAH        | 42 | 33               | 29               | 62               | 16               | --               | -- | --                   | --                   | --                   |                      |                      |
| 1996-1997  | Grizzlies de l'Utah     | LIH        | 15 | 6                | 7                | 13               | 4                | --               | -- | --                   | --                   | --                   |                      |                      |
| 1997-1998  | Cologne Sharks          | DEL        | 34 | 9                | 8                | 17               | 36               |                  |    |                      |                      |                      |                      |                      |
| 1998-1999  | Americans de Rochester  | LAH        | 70 | 29               | 52               | 81               | 28               | 20               | 9  | 11                   | 20                   | 10                   |                      |                      |
| 1999-2000  | Americans de Rochester  | LAH        | 17 | 15               | 8                | 23               | 8                | --               | -- | --                   | --                   | --                   |                      |                      |
| Totaux LNH | Totaux LNH              | Totaux LNH | 12 | 0                | 0                | 0                | 2                |                  |    |                      |                      |                      |                      |                      |